# Apashe
Apashe, pseudonimo di John de Buck (Bruxelles, 9 maggio 1992), è un produttore discografico belga.

## Biografia

### Origini
Quando era giovane, Apashe ha mosso i primi passi nella musica grazie alla sorella, dopo aver scaricato un software di composizione sul computer di famiglia. Avendo determinate predisposizioni dovute al fatto che suo padre era un musicista e che si era avvicinato presto alla teoria musicale, iniziò lì a comporre i suoi primi pezzi.

### Inizi
Apashe iniziò a produrre musica nel 2005. Ma produce ufficialmente musica dal 2008 facendo breakcore, in seguito, si è cimentato in vari altri generi musicali, dubstep, neurofunk, electro e trap. È stato il primo artista a firmare per la nuova casa discografica Kannibalen Records nel 2011. A gennaio del 2012 pubblicò il suo primo EP, "Contamination". Ma è dal 2014 che tutto accelera per lui, e inizia a pubblicare diversi EP e album. Infatti, ha iniziato pubblicando "No Twerk" nel 2014 (con Odalisk e Panther), seguito da molti altri, poi un primo album Copter Boy nel 2016, e il suo secondo Renaissance nel 2020.
Apashe è il creatore del suo genere musicale che lui stesso descrive come “Majesty (maestoso)” , è un mix tra musica classica ed elettronica.

### Impatto culturale
Alcune delle sue creazioni sono state utilizzate anche per accompagnare gli spot pubblicitari di vari franchise importanti come Marvel, Netflix, NBA, Samsung o Fast & Furious solo per citarne alcuni. Le sue creazioni sono state utilizzate anche per il sound design di sottofondo di alcuni videogiochi come Assassin's Creed, Far Cry e Watch Dogs.

## Discografia

### Album in studio
- 2020 - Renaissance
- 2023 - Antagonist

### EP
- 2013 - Black Mytology
- 2014 - Battle Royale
- 2014 - No Twerk
- 2014 - Golden Empire
- 2014 - Battle Royale/Black Gold (VIP and Remixes)
- 2015 - I'm A Dragon
- 2015 - I'm A Dragon Remixes
- 2015 - Tank Girls
- 2016 - Tank Girls Remixes
- 2016 - Copter Boy
- 2018 - Requiem
- 2018 - Requiem Remix EP
- 2019 - The Good, The Bad & The Fake
- 2021 - Renaissance (Remixes)
- 2021 - I Killed The Orchestra EP
- 2022 - I Killed The Orchestra Remix EP

## Riconoscimenti
- Berlin Music Video Awards:[5]
  - 2017 - Nominato per il miglior video musicale: Fuck Boy
  - 2021 - Secondo posto per la migliore canzone: Uebok
  - 2022 - Miglior canzone: Lord & Master

- GAMIQQ:
  - 2018 - Miglior EP elettronico dell'anno: Requiem